# Stiftermosaik des Statthalters Ursus

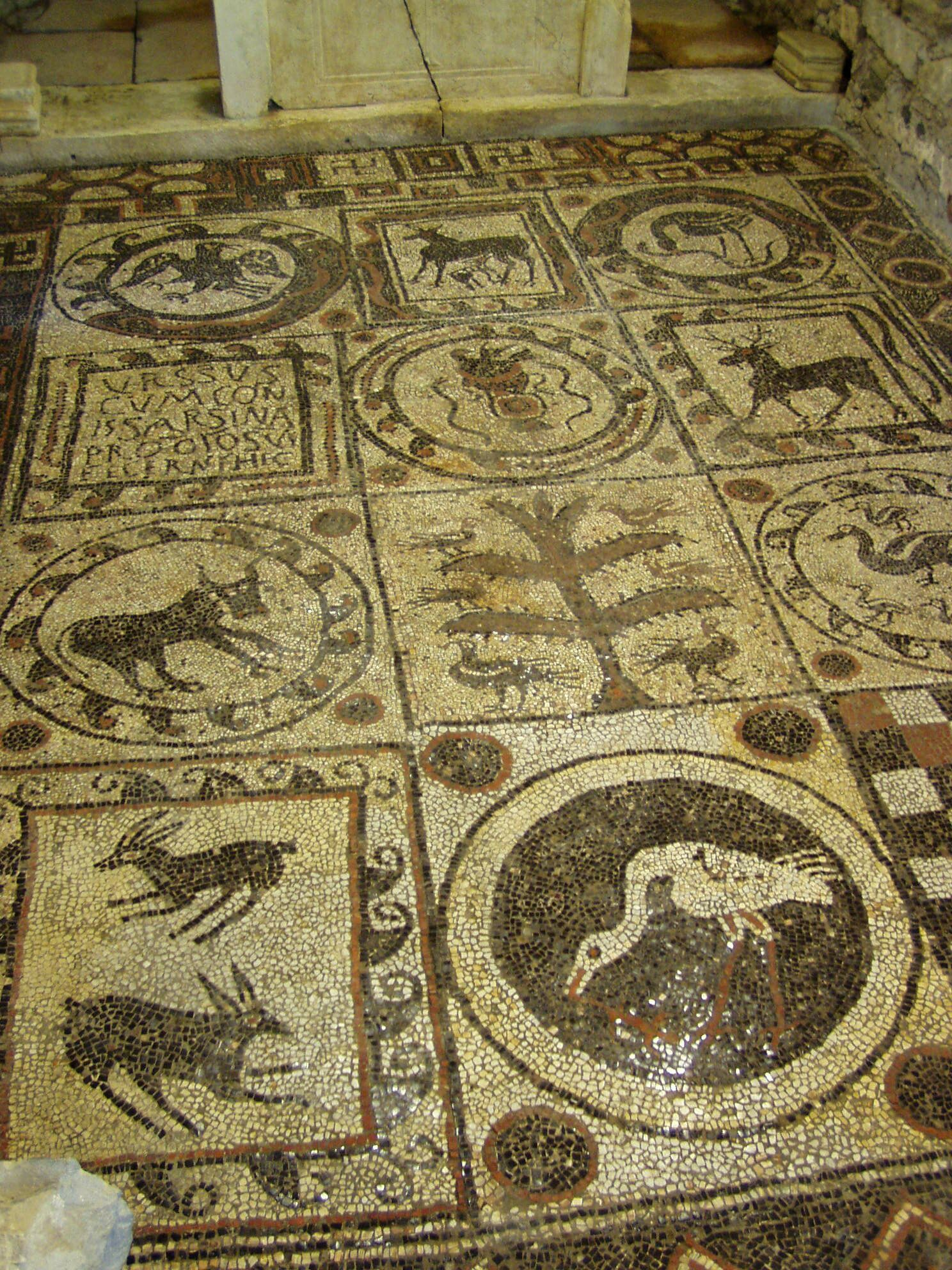
Gesamtansicht des Mosaiks

Das Stiftermosaik des Statthalters Ursus ist ein frühchristliches Mosaik in der Memorialkirche der römischen Stadt Teurnia im heutigen Kärnten, die 1910 bis 1911 von Rudolf Egger ausgegraben wurde. Das Mosaik befindet sich heute – von einem Gebäude geschützt – am Fundort. Es wird wie die Kirche in die Mitte bis zweite Hälfte des fünften Jahrhunderts datiert. Abgesehen von den Mosaiken aus den Kirchen am Hemmaberg sind keine anderen frühchristlichen Mosaiken im heutigen Österreich bekannt.
Das Mosaik befindet sich in der südlichen Seitenkapelle und bedeckt den Laienraum der Kapelle. Es ist 6,10 × 4,25 m groß und zeigt in zwölf Feldern ebenso viele Motive. Die Motive sind zum Eingang hin orientiert und sind in vier Reihen zu drei Bildern angeordnet. Die Bildmotive wurden von J. Hagenauer in ihrem religiösen Kontext anhand der Bibel und Texten der Kirchenväter gedeutet. Die Erklärung eines Bildprogramms ist etwa von Paulinus von Nola überliefert.

## Erste Reihe
Die erste Reihe vom Eingang aus gesehen zeigt in der Mitte einen weißen Storch vor schwarzem Hintergrund, der eine Eidechse am Schwanz aufhebt. Dem Physiologus folgend bedeutet der Storch Christus, der den sündigen Menschen zum Licht emporhebt. Das linke Feld zeigt zwei Hasen in einem Feld, das von einem in Einzelelemente aufgelösten Laufenden Hund umrahmt ist. Die gleiche Umrahmung findet sich bei mehreren Feldern. Der Hase kann mit einem Heiden, nach Hesychius mit dem Katechumenen oder nach Augustinus mit dem Sünder gleichgesetzt werden. Dem Physiologus folgend wäre ein Hase, der sich zu Christus rettet, der in die Gegenrichtung laufende der dem Irdischen nachlaufende. Das rechte Feld zeigt ein Schachbrettmuster, das nach keiner Schriftquelle interpretiert werden kann. Die weißen und schwarzen Felder könnten den Kampf Gut gegen Böse symbolisieren, wobei die roten Felder das Eingreifen Gottes anzeigen.
Die Felder der ersten Reihe veranschaulichen den Kampf Gut gegen Böse.

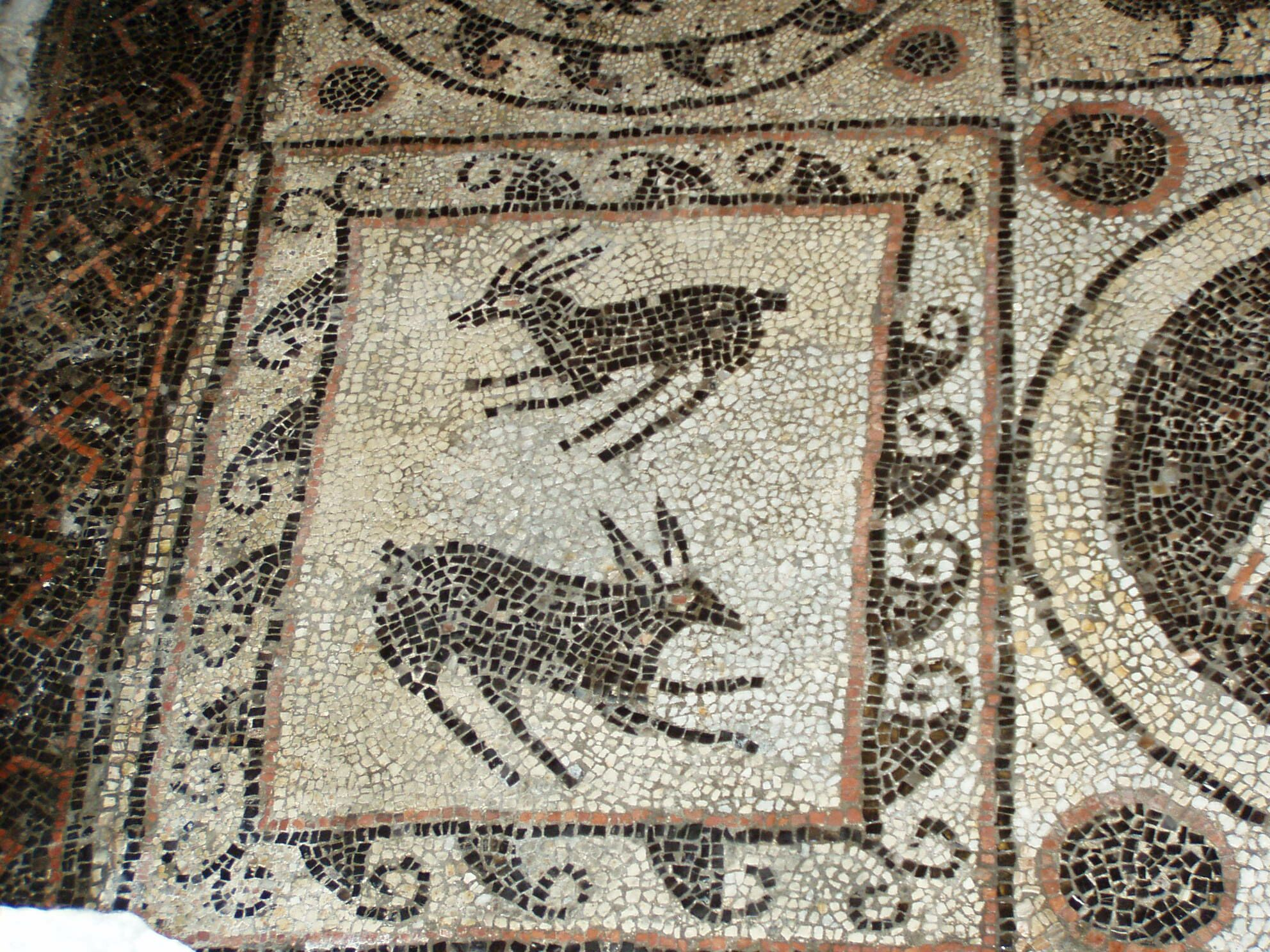
Links: zwei Hasen.
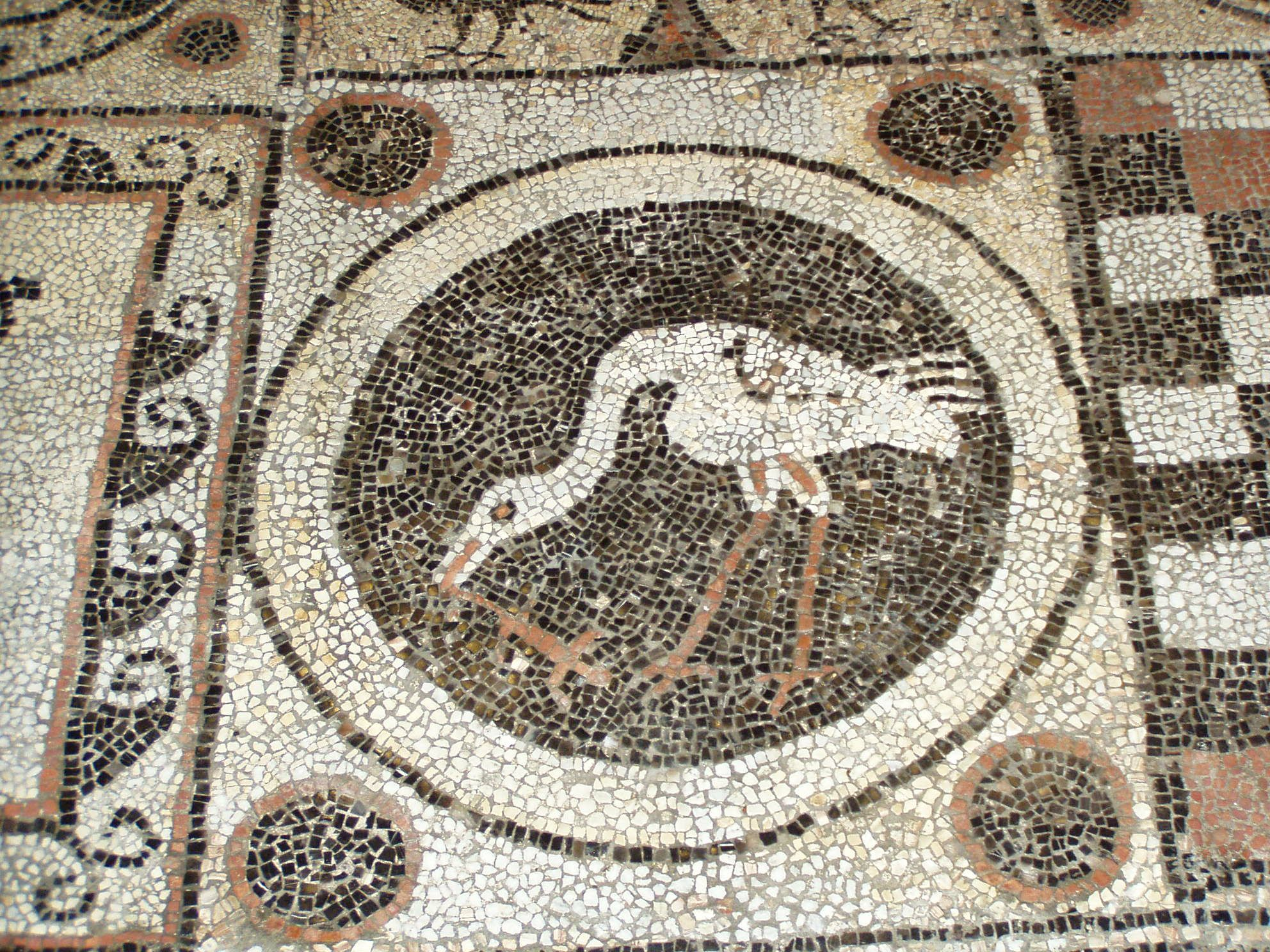
Mitte: Storch hebt Eidechse auf.
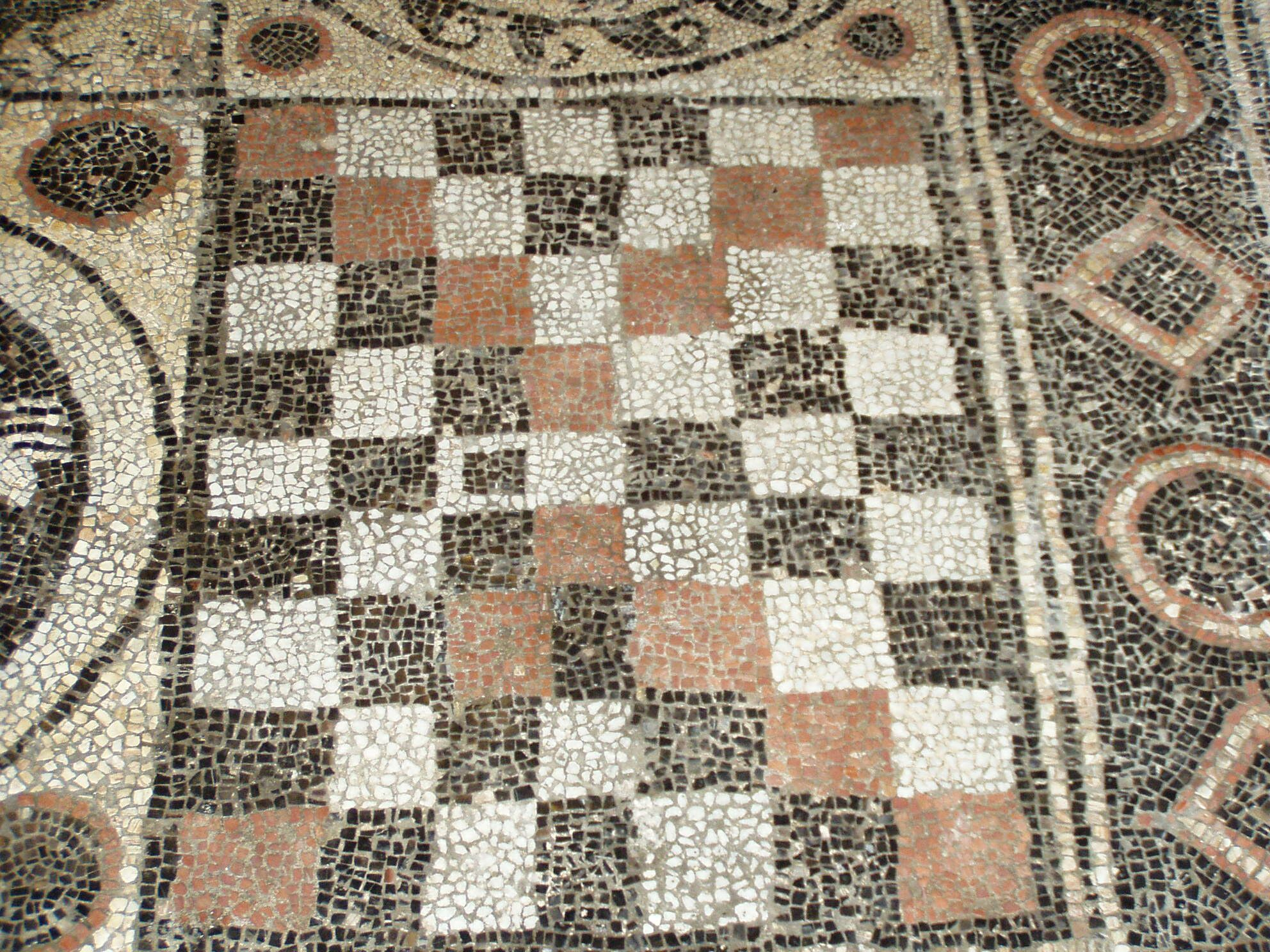
Rechts: Schachbrettmuster.

## Zweite Reihe
Das mittlere Feld stellt einen Baum mit Vögeln dar, die in den Ästen sitzen. Der Baum symbolisiert die Kirche, bzw. das Reich Gottes. Er beruht auf dem Gleichnis bei Matthäus über das Senfkorn. Bei Hieronymus wurden die Äste zu den Lehrsätzen der Kirche, die Vögel zu Seelen, bei Hilarius von Poitiers waren die Äste die Apostel, die Vögel die Völker. Das linke Feld zeigt ein Rind, das mehrfach, so bei Augustinus und im ersten Korintherbrief ein Symbol für die Apostel darstellt. Das rechte Feld zeigt eine Entenmutter mit ihren Jungen. In Anlehnung an das Gleichnis von Henne und Küken bei Matthäus steht das Bild für die Mutter Kirche mit ihren Gläubigen. Die zweite Reihe verweist somit auf „die Kirche, das Reich Gottes und dessen Verkündigung durch die apostolische Tätigkeit“.

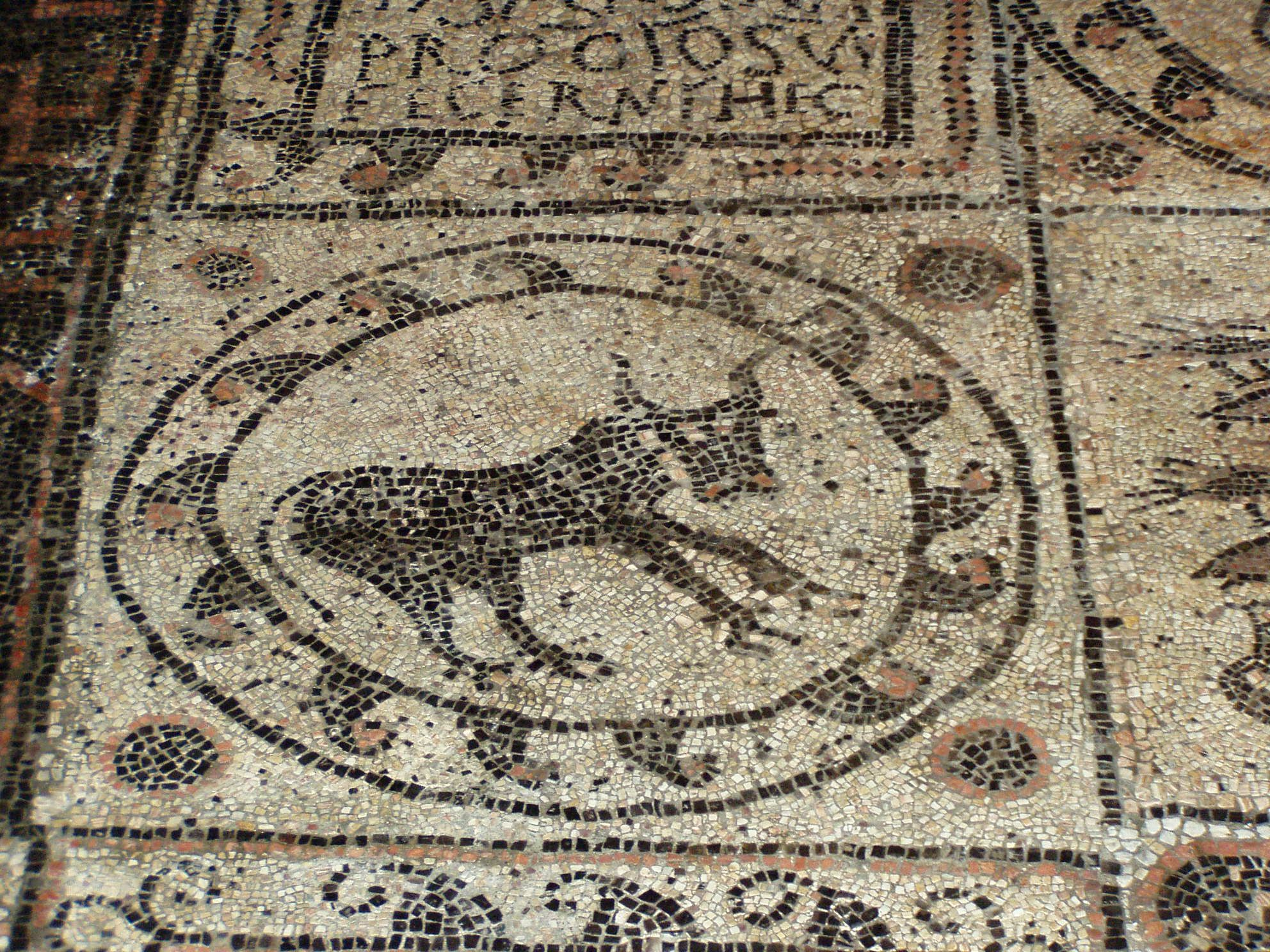
Links: Rind.
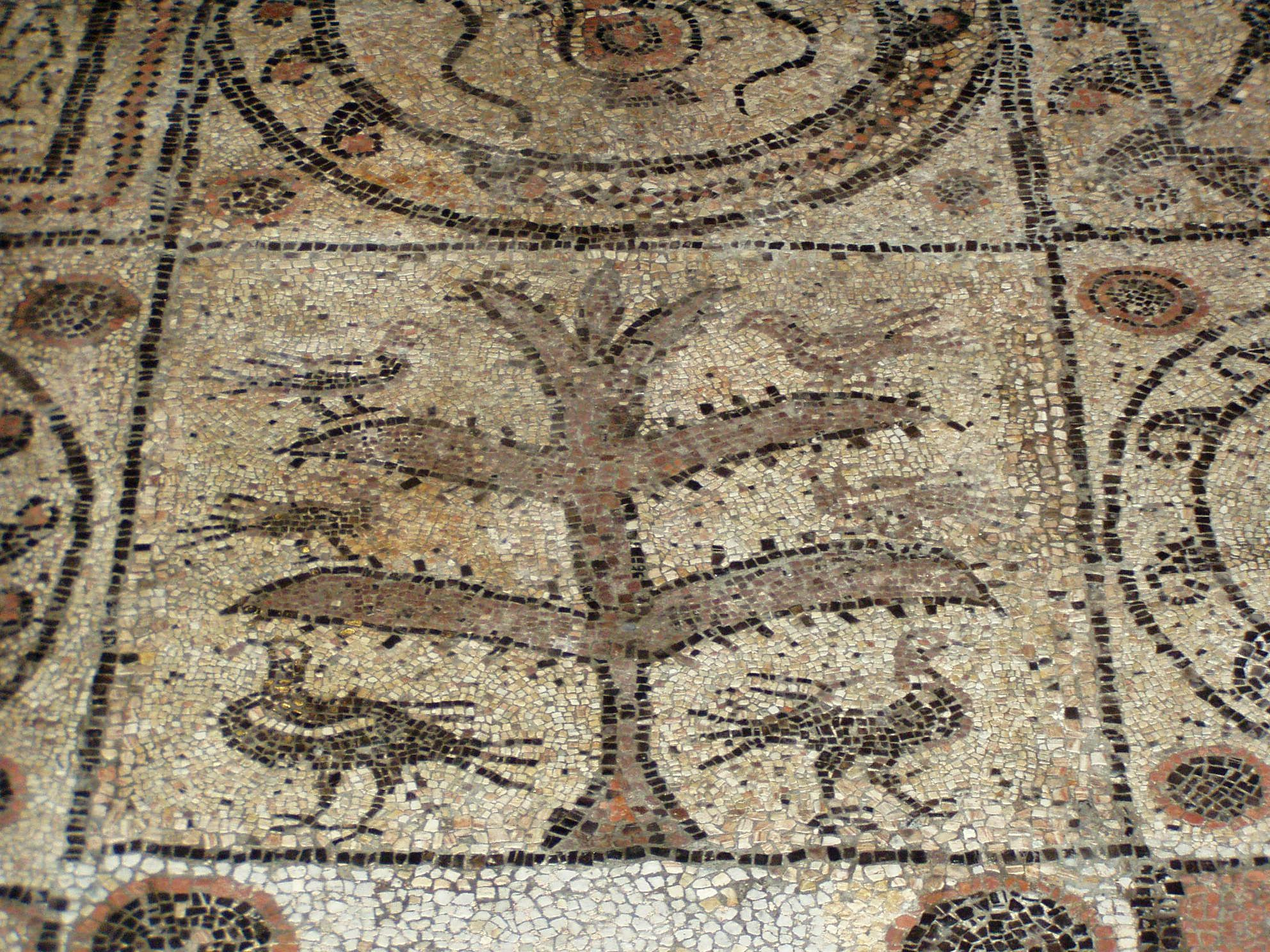
Mitte: Baum mit Vögeln.
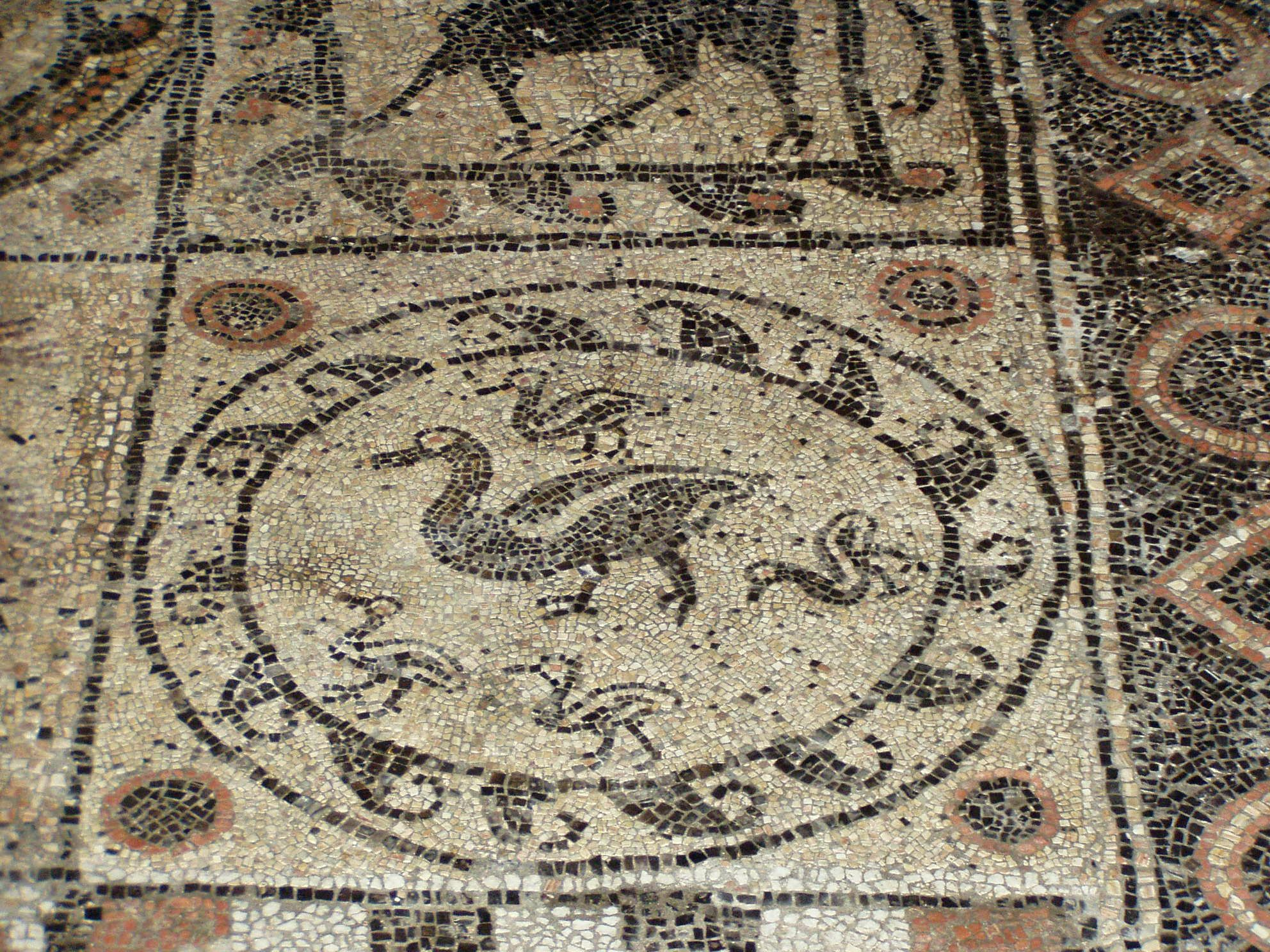
Rechts: Entenmutter mit Jungen.

## Dritte Reihe
In der dritten Reihe befinden sich, von links nach rechts, die Stifterinschrift, ein Kelch mit Taube und ein Hirsch. Der Hirsch entspricht der häufigen frühchristlichen Darstellung von zwei Hirschen, die zu einem Brunnen kommen, in Anlehnung an den Taufpsalm Wie der Hirsch nach dem Quellwasser dürstet, so dürstet meine Seele nach dir, o Herr. Anstelle des zweiten Hirschen wurde hier die Stifterinschrift gesetzt, wodurch sie an die Stelle der Hirschen treten. Das Wasser des Psalms ist hier durch die Taube, ein frühchristliches Christussymbol ersetzt. Kelch und Taube entsprechen somit dem Tauf- und/oder Altarsakrament. Die beiden Schlangen links und rechts vom Kelch symbolisieren das Böse.
Die Inschrift lautet: Urs(u)s v(ir) s(pectabilis) / cum con/i(u)g(e) sua Ursina / pro (v)oto sus(cepto) / fecer(u)nt h(a)ec (Ursus, vir spectabilis, und seine Gattin Ursina haben dieses (Mosaik) aufgrund eines übernommenen Gelübdes machen lassen). Der Ehrentitel vir spectabilis stand nur hohen Staatsbeamten zu, in der Provinz dem Statthalter, weshalb Ursus als Statthalter, und zwar als einer der letzten der Provinz Binnen-Noricum, angesehen wird. Die Namen Ursus und Ursina sind in Noricum recht häufig, alleine im Gebiet des heutigen Kärnten sind 43 Namen mit dem Stamm Urs- bekannt. 

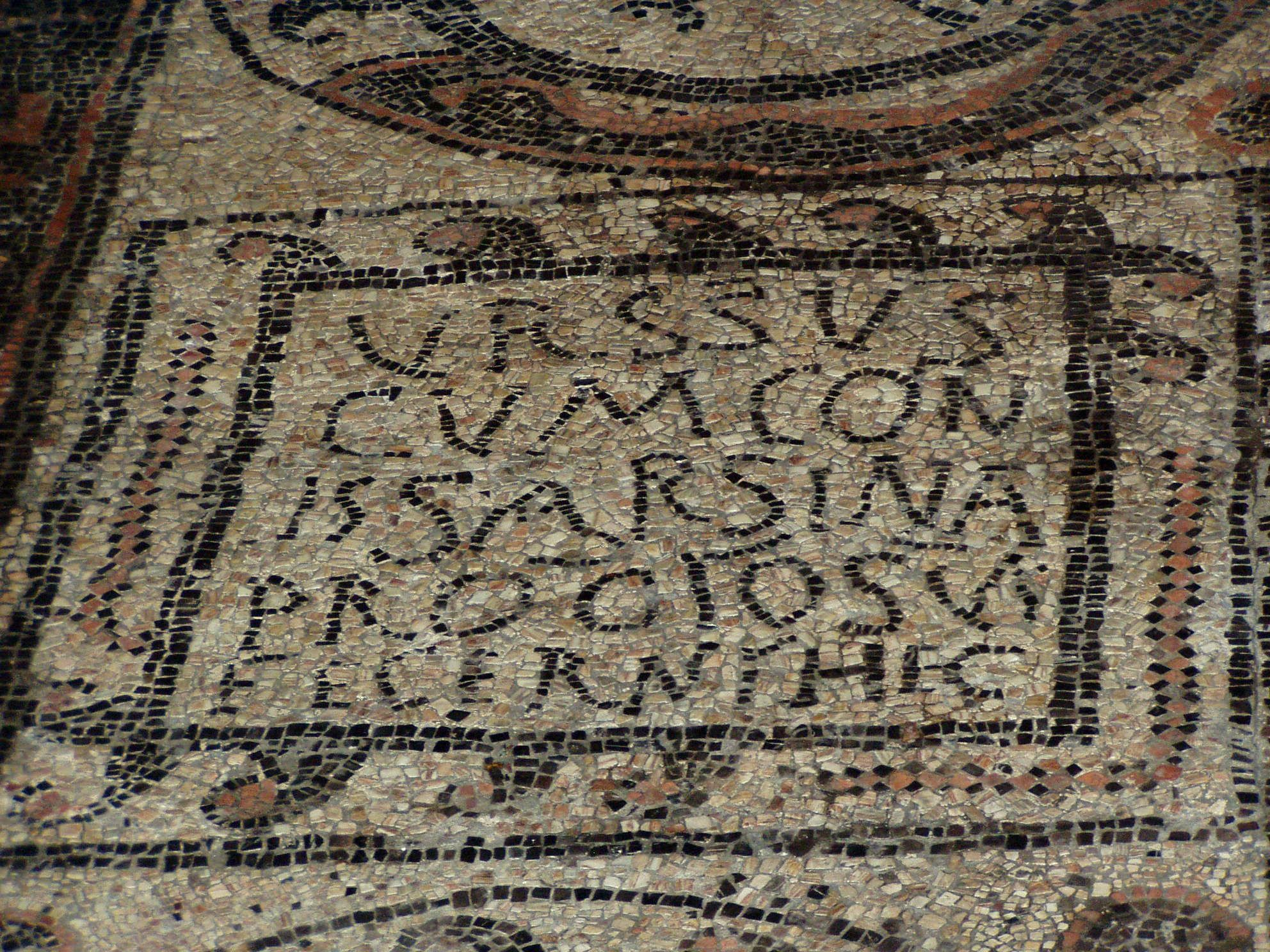
Links: Stifterinschrift
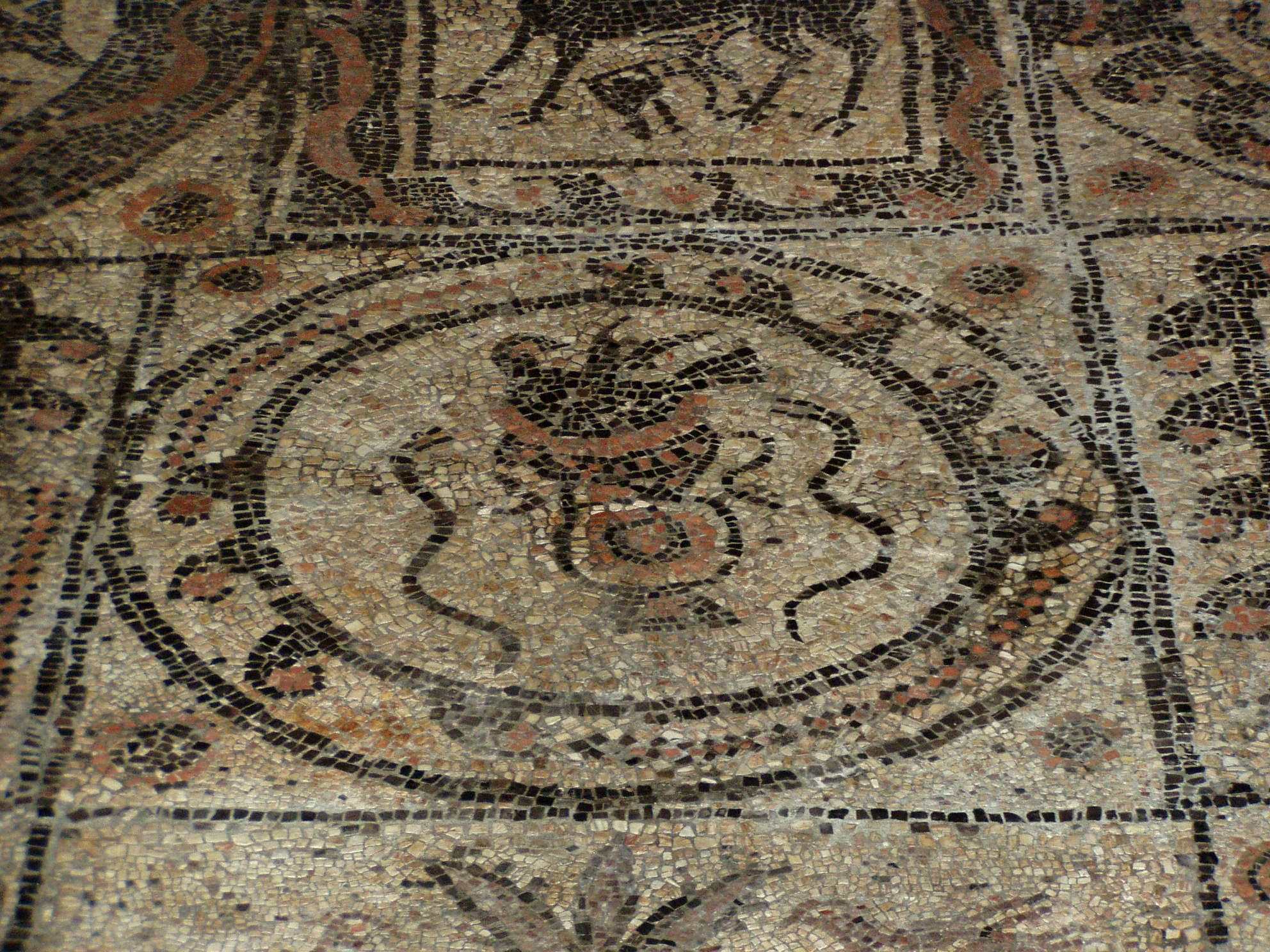
Mitte: Kelch mit Taube
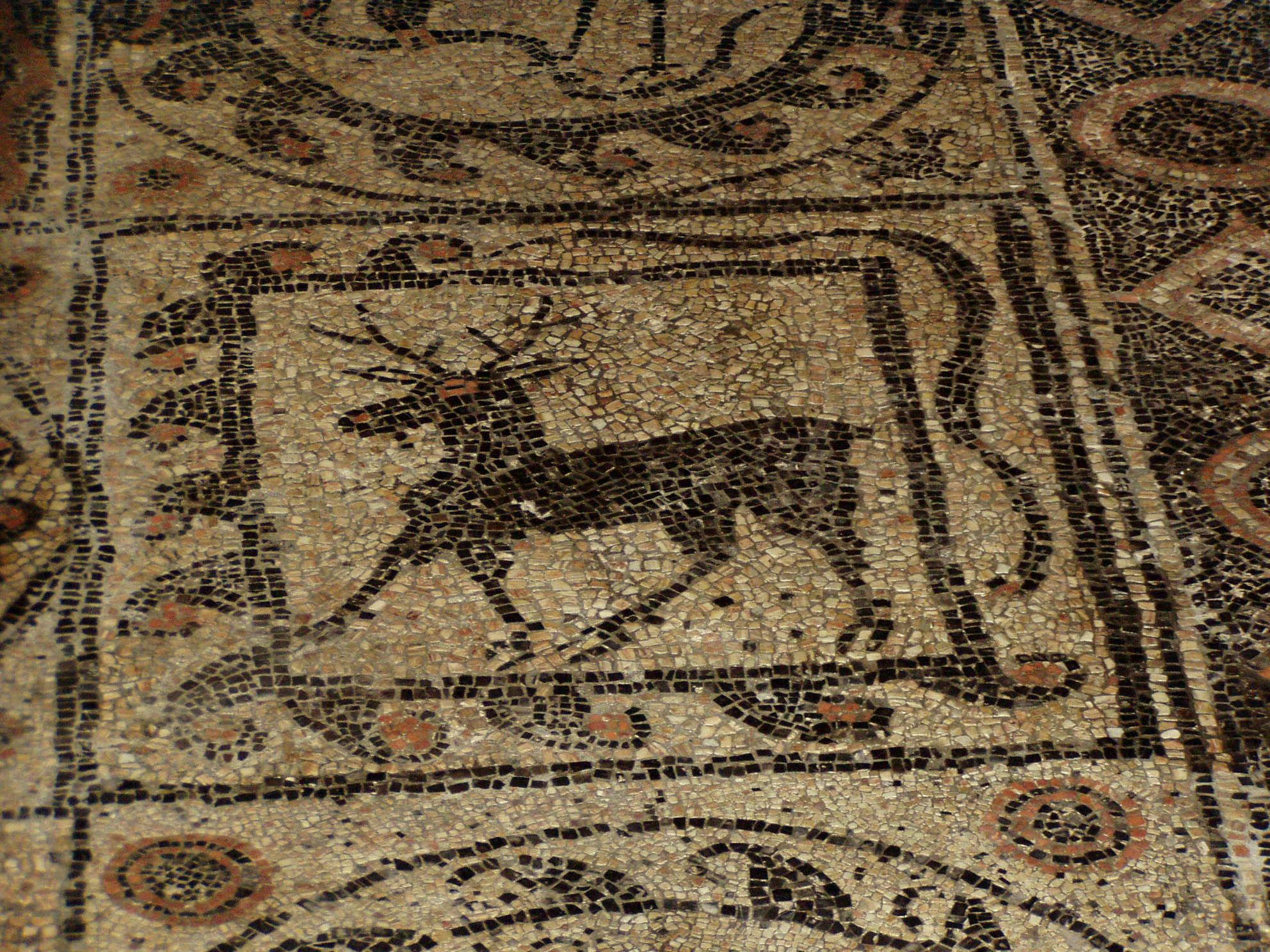
Rechts: Hirsch

## Vierte Reihe
Das linke Feld zeigt einen Adler, bei den Kirchenvätern Hieronymus und Ambrosius häufig ein Synonym für Christus: Christus schützt seine Gläubigen gegen den Teufel wie der Adler seine Jungen gegen die Schlange. Das mittlere Feld zeigt eine Hirschkuh, die ihr Junges säugt. Die Hirschkuh wird bereits im Alten Testament als Sinnbild für Mutterliebe beschrieben, womit eine Gleichsetzung der Hirschkuh mit der Kirche oder Gott naheliegt. Das rechte Feld zeigt einen Reiher oder Storch im Kampf mit einer Schlange, in Anlehnung an Psalm 91,13 ein Symbol für Christus als Sieger über den Teufel. 
Die letzten drei Felder zeigen alle den Sieg Christi über das Böse. Damit ergibt sich eine Steigerung vom Eingang mit der Hinwendung zum Licht, über die Ausbreitung des Glaubens in der zweiten und die Sakramente in der dritten Reihe bis zum Sieg Christi im Altarbereich. 

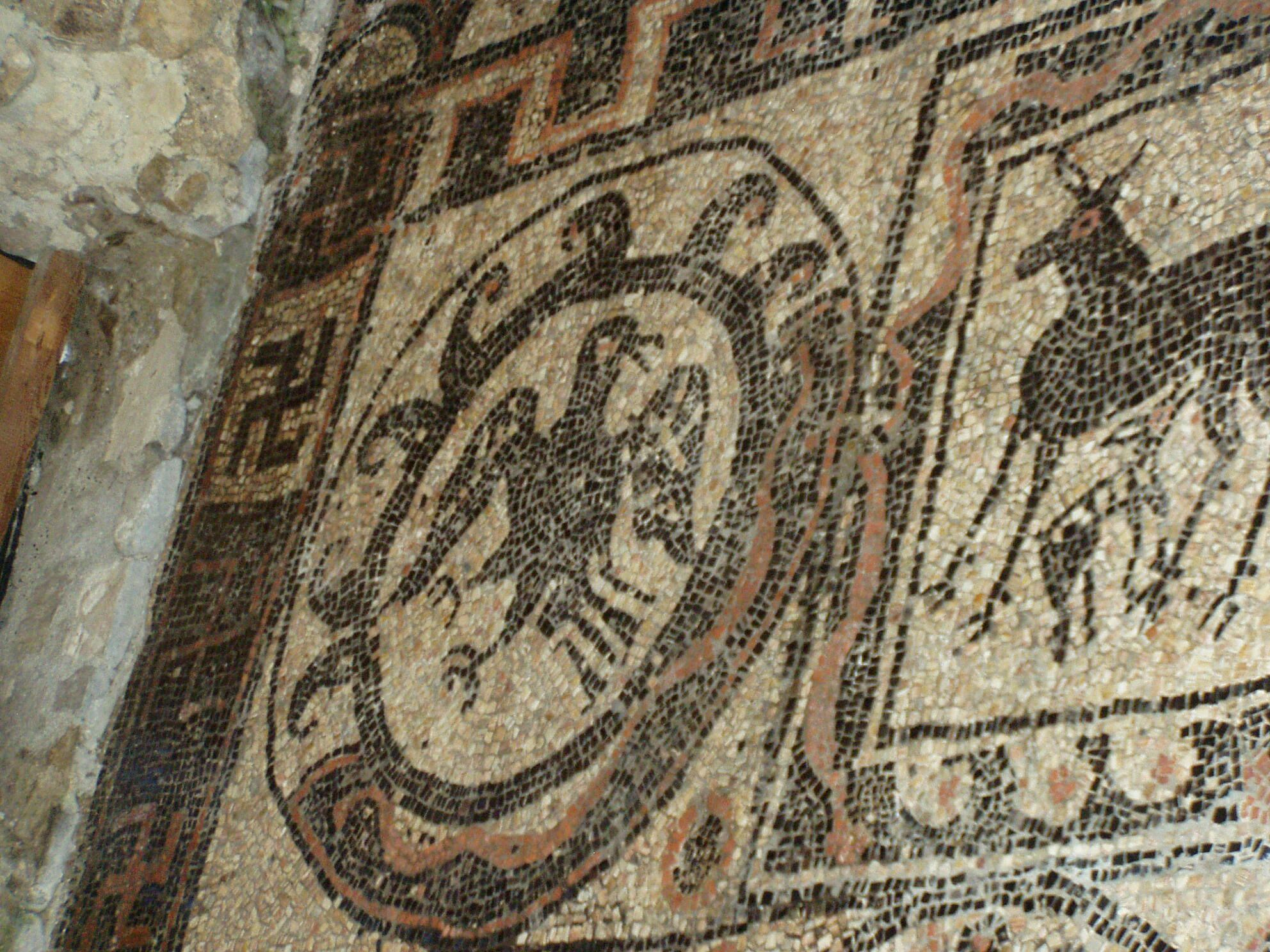
Links: Adler
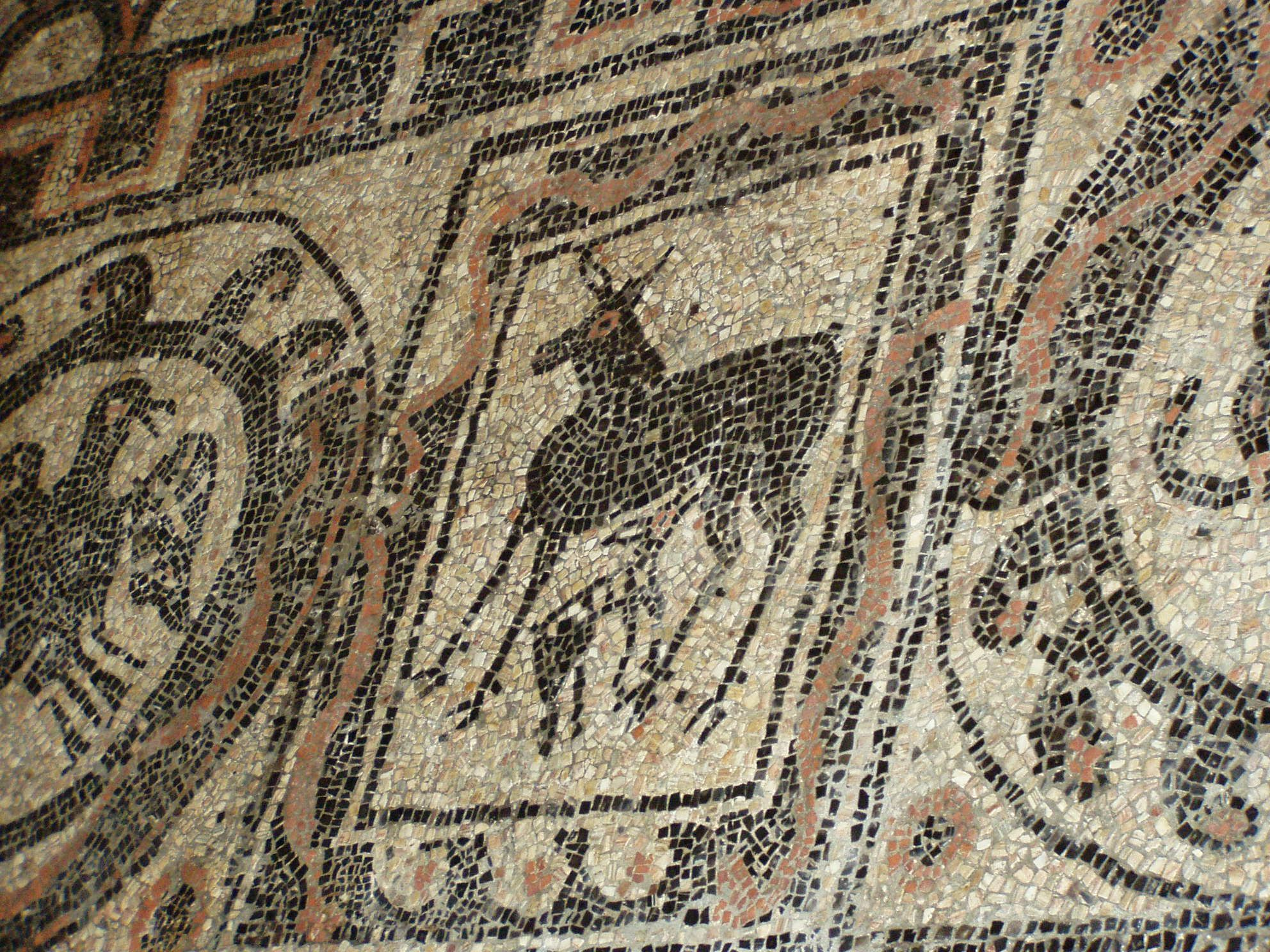
Mitte: säugende Hirschkuh
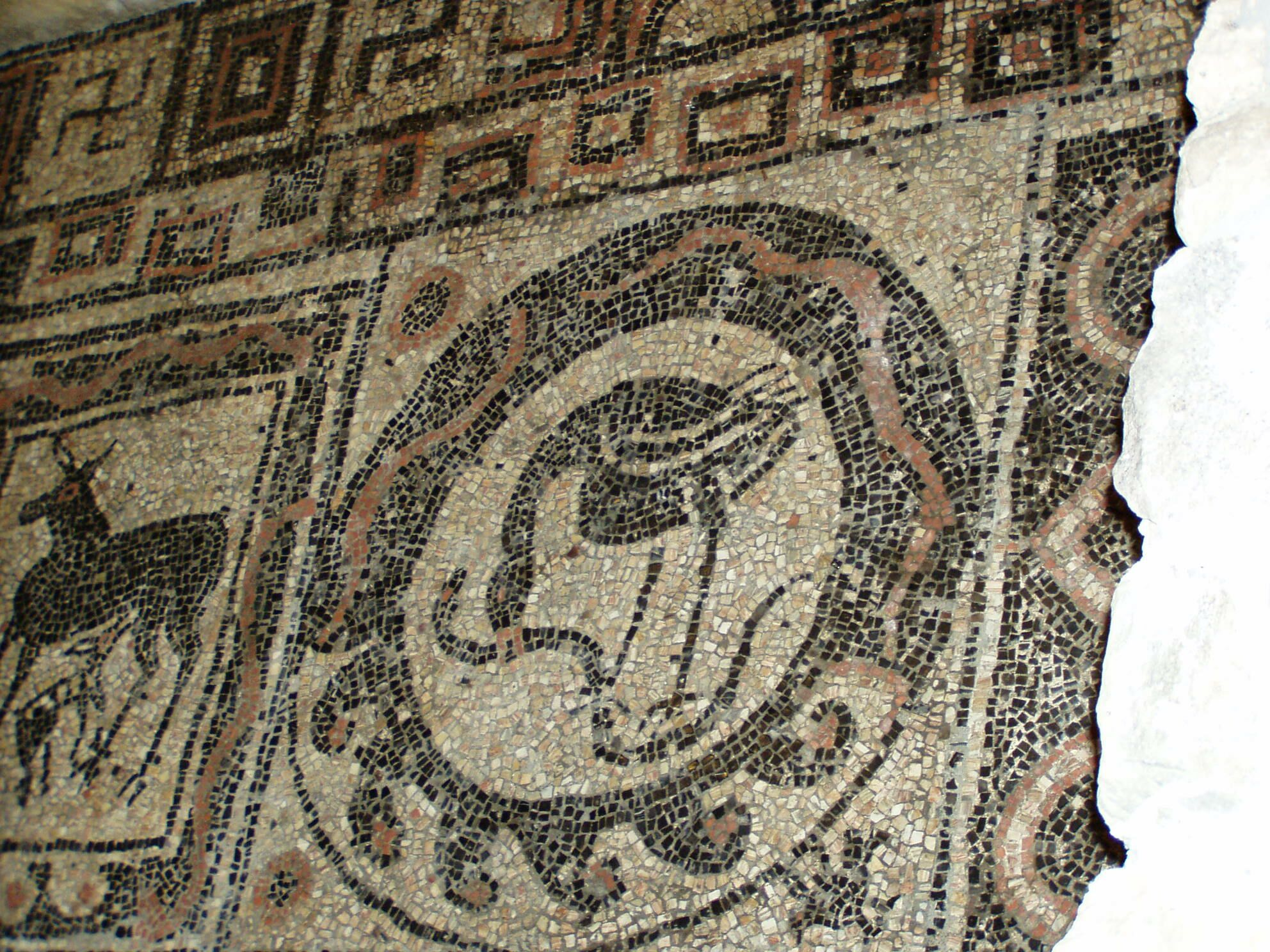
Rechts: Reiher oder Storch kämpft mit Schlange

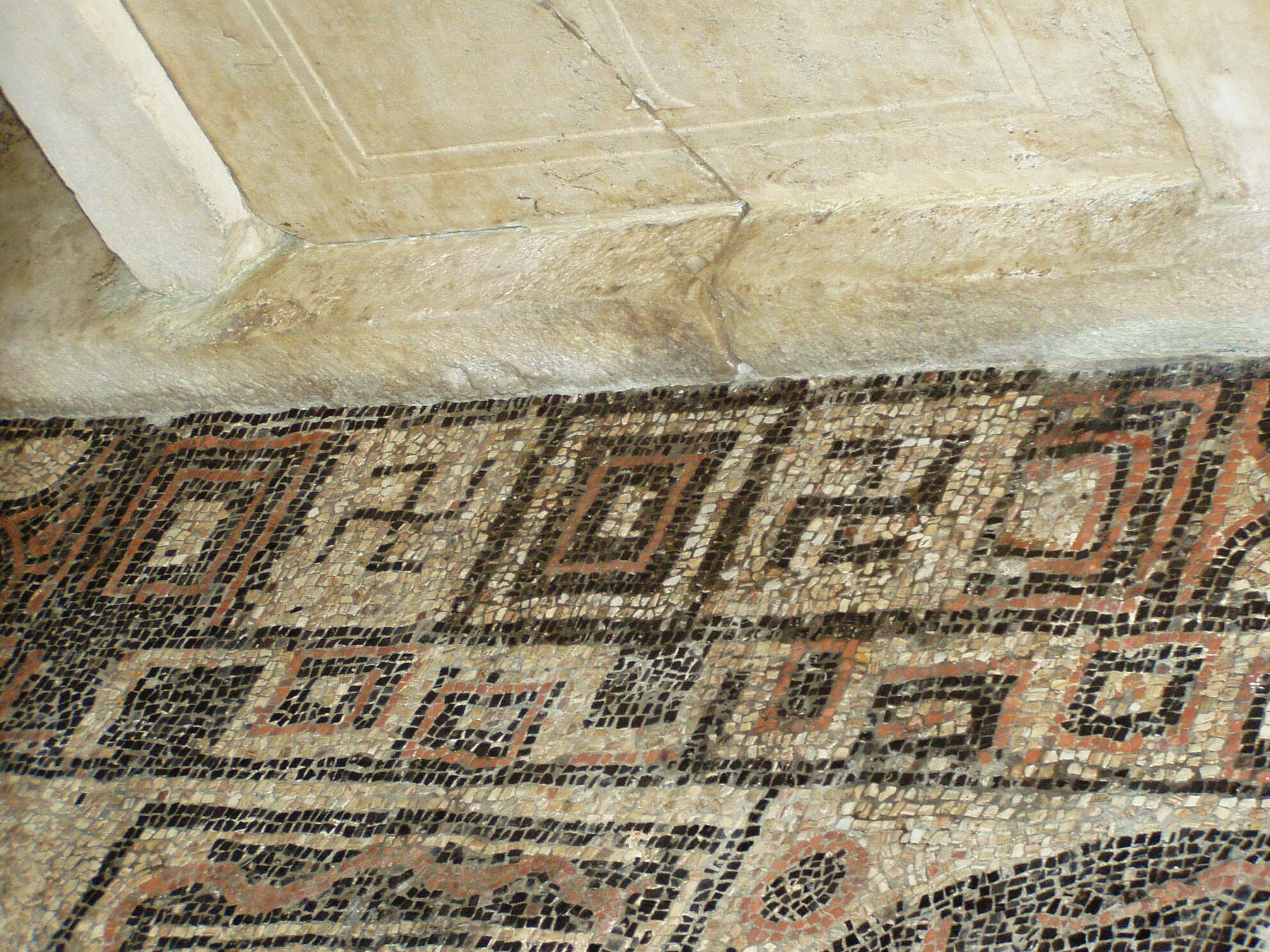
Randbordüre vor dem Altar

Das Mosaik wird von einer Randbordüre abgeschlossen. sie besteht aus Kreisen und übereck stehenden Quadraten auf schwarzem Grund, aus Halbkreisen und Zinnenmäandern. Am Nordrand befindet sich eine Reihe von Hakenkreuzen. Sie sind als Auflösung eines Hakenkreuzmäanders zu sehen, einem häufigen Motiv in römischen Mosaiken. Es wurden hier, wie auch beim Laufenden Hund, die ansonsten zusammenhängenden Ornamente in ihre Einzelteile zerlegt. 